# هنري كاري (قاضي)
هنري كاري (بالإنجليزية: Henry Cary)‏ هو قاضي أسترالي، ولد في 12 فبراير 1804 في كينغزبري في المملكة المتحدة، وتوفي في 30 يونيو 1870.